# Acrisius fasciatus
Acrisius fasciatus är en insektsart som beskrevs av Melichar 1906. Acrisius fasciatus ingår i släktet Acrisius och familjen sköldstritar. Inga underarter finns listade i Catalogue of Life.